# Barrage de Musaözü
Le barrage de Musaözü est un barrage en Turquie. La rivière émissaire du barrage est un affluent de la rivière de Porsuk qu'elle rejoint à environ 8 km en aval. Le village de Mollaoğlu qui lui donne un de ses noms est à 3 km en amont et le village de Musaözü qui lui donne son autre nom est à mi-chemin du confluent en aval. Le barrage est dans le district et la province d'Eskişehir

## Sources
- (tr) « Musaözü Barajı », sur Agence gouvernementale turque des travaux hydrauliques (DSİ)